# ناومی وولف
 ناومی وولف (انگلیسی: Naomi Wolf؛ زادهٔ ۱۲ نوامبر ۱۹۶۲) یک پدیدآور، و کنشگر اهل ایالات متحده آمریکا است. وی از فعالان فمینیسم است.